# غفار أباد (ديباج)
غفار أباد (بالفارسية: غفارآباد) هي قرية تقع في إيران في قسم ديباج الريفي. يقدر عدد سكانها بـ 116 نسمة بحسب إحصاء 2016.